# Mazola
Marcelino Júnior Lopes Arruda (ur. 8 maja 1989) – brazylijski piłkarz występujący na pozycji napastnika.

## Kariera klubowa
Od 2008 do 2017 roku występował w klubach São Paulo, Toledo, Paulista, Guarani FC, Urawa Reds, Hangzhou Greentown, Portimonense SC, Figueirense, Ceará, Guizhou Zhicheng i Jeonbuk Hyundai Motors.